# Journey to the End of the Night
Journey to the End of the Night es el álbum debut de la banda noruega de metal progresivo Green Carnation, publicado por The End Records el 28 de mayo del 2000. El título es una referencia a la obra del mismo nombre del escritor francés Louis-Ferdinand Céline (en español traducida como Viaje al fin de la noche).

## Lista de canciones
1. «Falling into Darkness» − 2:33
2. «In the Realm of the Midnight Sun» − 13:42
3. «My Dark Reflections of Life and Death» − 17:50
4. «Under Eternal Stars» − 15:31
5. «Journey to the End of the Night (Part I)» − 11:28
6. «Echoes of Despair (Part II)» − 2:30
7. «End of Journey (Part III)» − 5:08
8. «Shattered (Part IV)» − 1:34

## Créditos
- Christian "X" Botteri − guitarra
- Terje Vik Schei − guitarra
- Alf T Leangel − batería
- Christopher Botteri − bajo

### Músicos invitados
- Rx Draumtanzer − voz (canciones 3, 4, 5 y 7)
- Linn Solaas − voz (canciones 4 y 5)
- Synne Soprana (In The Woods...) − voz (canciones 1 y 8)
- Vibeke Stene (Tristania) − voz (canciones 2, 3 y 4)
- Atle Dorum − voz (canción 2)
- Leif Christian Wiese − violín (canciones 4, 5 y 7)

- Datos: Q541303